# Actio tutelae directa
Die actio tutelae directa war eine bereits im Zwölftafelgesetz enthaltene römische Klage des Mündels (pupillus) gegen den Vormund (tutor) auf Rechnungslegung nach Beendigung der Vormundschaft. Im Gegenzug konnte der Vormund mittels der actio tutelae contraria  Aufwendungsersatz verlangen.
Bei Verurteilung wegen eines dem Mündelvermögen vorsätzlich oder fahrlässig zugefügten Schadens stand dem Mündel ein auf die doppelte Höhe des Schadens gerichteter Zahlungsanspruch gegen den Vormund zu. Die Verurteilung hatte für den Vormund infamierende Wirkung (infamia mediata). 
Der Rechtshistoriker Otto Lenel zitiert in seinem ersten Hauptwerk, dem Edictum Perpetuum, eine durch Adolf August Friedrich Rudorff erfolgte Rekonstruktion der Formel wie folgt:

„Quod Ns Ns Ai Ai tutelam gessit, quidquid ob eam rem Nm Nm Ao Ao dare facere oportet ex fide bona, eius iudex Nm Nm Ao Ao c. s. n. p. a.“

Die actio tutelae directa gehört zu den ganz wenigen römischen Klageformeln, die uns im Original überliefert sind. Sie war Mitfund im Babatha-Archiv am Toten Meer, das drei solcher Formeln enthielt. Diese Formeln waren an die provinzialen Rechtsgepflogenheiten angepasst.
Gemäß § 1833 BGB haftet der Vormund dem Mündel für den aus einer Pflichtverletzung entstehenden Schaden.